# Huanian Shuiku
Huanian Shuiku (kinesiska: 化念水库) är en reservoar i Kina. Den ligger i provinsen Yunnan, i den sydvästra delen av landet, omkring 110 kilometer sydväst om provinshuvudstaden Kunming. Huanian Shuiku ligger 1 179 meter över havet. Arean är 0,97 kvadratkilometer. I omgivningarna runt Huanian Shuiku växer i huvudsak blandskog. Den sträcker sig 3,1 kilometer i nord-sydlig riktning, och 1,3 kilometer i öst-västlig riktning.
Genomsnittlig årsnederbörd är 1 000 millimeter. Den regnigaste månaden är juni, med i genomsnitt 192 mm nederbörd, och den torraste är februari, med 9 mm nederbörd.